# Chanopsis lombardi
Chanopsis lombardi è un pesce osseo estinto, appartenente agli osteoglossiformi. Visse nel Cretaceo inferiore (Valanginiano - Barremiano, circa 135 - 128 milioni di anni fa) e i suoi resti fossili sono stati ritrovati in Africa. 

## Descrizione
Questo pesce era di grandi dimensioni; solo la volta cranica era lunga circa 17 centimetri, ed è probabile che l'animale intero raggiungesse il metro di lunghezza. Purtroppo i resti fossili sono molto incompleti e non è quindi possibile conoscere in dettaglio l'osteologia dell'animale. Chanopsis doveva essere un pesce dal corpo lungo e basso, probabilmente simile all'odierno arapaima (Arapaima gigas). Chanopsis era caratterizzato da un dermetmoide a forma di losanga, inserito in una tacca tra i due frontali, da grandi ossa nasali, da ossa frontali larghi con un'espansione laterale anteriore simile ad un'ala e da grandi parietali in contatto sulla linea mediana. 
Il sopraoccipitale era dotato di una lunga cresta, ed era presente una fossa occipito-dorsale tra il parietale, l'epiotico e il sopraoccipitale. Vi era un entopterigoide triangolare recante alcuni denti sul bordo superiore e ricoperto di dentelli. L'ectopterigoide e il palatino erano fusi e ricoperti di denticoli. Lo iomandibolare aveva una grande testa articolare, un breve processus opercularis, un'espansione ad ala anteriore e un breve ramo ventrale. Il simplettico era lungo e ricurvo, con un'estremità dorsale spatolata.

## Classificazione
Chanopsis lombardi venne descritto per la prima volta nel 1961 da Casier, sulla base di alcuni resti fossili isolati rinvenuti lungo il fiume Tatale nei pressi del villaggio di Yakoko nella Repubblica Democratica del Congo. Inizialmente considerato un rappresentante dei gonorinchiformi affine a Chanos, Chanopsis venne in seguito attribuito agli osteoglossiformi, un gruppo di pesci comprendente anche il pesce farfalla, il pesce coltello e l'arapaima (Taverne, 1984).